# Seo Young-woo
Seo Young-woo (koreanisch 서영우; * 27. Oktober 1991 in Seosan) ist ein südkoreanischer Bobfahrer.

## Biografie
Seo Young-woo, der zu seiner Schulzeit als Sprinter aktiv war, wurde 2010 an der Sungkyul-Universität zum Bobsportler in den Nationalkader Südkoreas berufen. Ende des Jahres gab er sein Debüt im Bob-Nordamerikacup in Park City. Nur wenige Monate später debütierte er im Weltcup auf derselben Bahn.
Bei den Olympischen Spielen 2014 belegte er im Zweierbob-Wettbewerb als Anschieber von Won Yun-jong den 17. Platz. Im Viererbob-Wettbewerb wurde das Duo zusammen mit den beiden anderen Anschiebern Jun Jung-lin und Suk Young-jin Achtzehnter.
Fortan lief es für Seo und Won richtig gut. Das Duo belegte den fünften Platz bei der Weltmeisterschaft 2015 und konnte mit zwei Siegen und vier Bronzemedaillen den Gesamtweltcup in der Saison 2015/16 gewinnen.
Mit einem Bobwechsel verschlechterten, der von der Hyundai Motor Company hergestellt wurde verschlechterte sich das Duo zunehmend. Mit Blick auf die Olympischen Winterspiele 2018 im eigenen Land stiegen die Koreaner wieder auf ihren Larvias BTC-Schlitten um, mit dem sie den Gesamtweltcup gewonnen hatten. Bei den Olympischen Winterspielen 2018 wurden Won und Seo im Zweierbob-Wettbewerb Sechster. Im Viererbob-Wettbewerb hingegen konnten die beiden zusammen mit Kim Dong-hyun und Jun Jung-lin die Silbermedaille gewinnen.